# 제이슨 그리피스
제이슨 그리피스(Jason Griffith, 1980년 11월 29일 ~ )는 미국의 배우, 성우, 텔레비전 배우이다.
뉴욕에서 태어났다.

## 영화
- 애프터 투모로우 (2013년)
- 꼬마 영웅 소닉 (2008년)
- 그라비테이션 (1999년)